# Plaza Luis Barragán
La Plaza Luis Barragán en Guadalajara es un espacio público ubicado en el Centro Histórico de la ciudad. Inaugurada con una superficie de 5,700 metros cuadrados, esta plaza representa un proyecto destinado a transformar y revitalizar el entorno urbano. 

## Descripción actual
| Características de la Plaza Luis Barragán |                           |
| Forma:                                    | Cuadrado.                 |
| Superficie:                               | Año 2023: 750 metros      |
| Obras de arte:                            | "El Palomar"              |
| Infraestructura y equipamiento:           | Fuente de agua            |
| Especies arbóreas:                        | 300 ejemplares forestales |
| Otras características:                    | La estrella de calles     |
| Plaza Luis Barragán en Google Maps        |                           |

## Historia
La Plaza Luis Barragán, inaugurada el 14 de marzo, se erige como una significativa adición al Paseo Alcalde en el municipio de Guadalajara. Esta infraestructura, parte integral de las obras de expansión de dicho corredor en la Perla Tapatía, representa una inversión de 40 millones de pesos, marcando un hito en la transformación del entorno urbano.
Situada en la intersección de las calles Libertad y Leandro Valle, la plaza abarca una extensión de cinco mil 700 metros cuadrados. Su diseño contempla la inclusión de diversos elementos que la convierten en un espacio atractivo para la convivencia familiar. Entre sus principales atractivos se destaca la escultura "El Palomar", una obra que rinde homenaje al renombrado arquitecto Luis Barragán. Además, dos fuentes, bancas y arbolado contribuyen a la creación de un entorno propicio para el disfrute y la relajación.
El alcalde de Guadalajara, Pablo Lemus Navarro, contextualiza la importancia de esta iniciativa recordando la decisión estratégica tomada por el entonces Exgobernador Aristóteles Sandoval y el Exalcalde Enrique Alfaro. Esta decisión, que en su momento generó debate, implicó la modificación de la avenida 16 de Septiembre para transformarla en el Paseo Alcalde. Esta modificación coincidió con la construcción subterránea de la línea tres del Tren Ligero, lo que permitió la creación de un paseo peatonal, concebido para el disfrute de la ciudadanía.